# Bulmer (North Yorkshire)
Bulmer – wieś w Anglii, w hrabstwie North Yorkshire, w dystrykcie (unitary authority) North Yorkshire. Leży 19 km na północny wschód od miasta York i 293 km na północ od Londynu.